# Robert Poujade
Ne doit pas être confondu avec Pierre Poujade, Robert Pujade ou Robert Lapoujade.
Robert Poujade, né le 6 mai 1928 à Moulins et mort le 8 avril 2020 à Paris, est un homme politique français. Gaulliste, il est notamment plusieurs fois député de la Côte-d'Or entre 1967 et 2002, maire de Dijon de 1971 à 2001 et ministre de la Protection de la nature et de l’Environnement — il est le premier à exercer une telle responsabilité ministérielle de plein exercice — au début des années 1970.

## Biographie
La famille paternelle de Robert Poujade est originaire de l'Hérault. Elle n'a aucun lien de parenté avec Pierre Poujade, et Robert se déclare aux antipodes du poujadisme.
Fils d'Henri Poujade, professeur agrégé de lettres, il fait lui-même des études supérieures qui le conduisent, après une préparation au lycée Joffre de Montpellier, à l'École normale supérieure (promotion 1948) et à l'agrégation de lettres (1953).
Il commence sa carrière d'enseignant en 1954 comme professeur de lettres supérieures au Lycée Carnot de Dijon.
Son épouse, Marie-Thérèse, est condamnée en 2011 pour avoir occupé un emploi fictif de chargée de mission à la mairie de Paris sous la magistrature de Jacques Chirac. Le couple a un fils.

## Parcours politique

### Débuts
Il s'engage dès l'âge de 18 ans au sein du mouvement gaulliste et milite successivement au RPF, chez les Républicains sociaux, à l'UNR, à l'UDR et au RPR. Secrétaire national des étudiants du RPF, il organise ensuite la fédération de la Côte-d'Or des Républicains sociaux, puis il est nommé en 1958 secrétaire général de la fédération départementale de l'UNR. En 1960, il entre au comité central de l'UNR, et au bureau en 1961. Il devient l'un des secrétaires nationaux du parti gaulliste en 1967, avant d'être élu secrétaire général de l'UDR le 27 janvier 1968, puis membre du bureau politique du RPR en 1984.
Après un bref passage (janvier-février 1963) comme conseiller technique au cabinet de Jacques Maziol, ministre de la construction du gouvernement de Georges Pompidou, il est nommé membre du conseil économique et social, au sein duquel il siège en tant que « personnalité qualifiée » de septembre 1964 à avril 1967. Il est également membre de la commission de développement économique régional (CODER) de la Bourgogne de 1965 à 1973.
Il est nommé inspecteur général de l'Instruction publique en 1974.

### Engagement pour l'environnement
La protection de l’environnement l'intéresse tôt puisqu'il est membre dans les années 1960 de la Ligue urbaine et rurale et de la Ligue contre le bruit. Président du Haut comité de l'environnement créé en 1970 sous la responsabilité de la DATAR, il est nommé en janvier 1971 ministre délégué auprès du Premier ministre, chargé de la Protection de la nature et de l'environnement, dans les gouvernements Chaban-Delmas (janvier 1971-juillet 1972). Il est reconduit dans le gouvernement Messmer I (juillet 1972-mars 1973), puis devient ministre de la Protection de la nature et de l'environnement (gouvernement Messmer II, avril 1973-février 1974). Il est ainsi le premier ministre de l’Environnement,. Avec un budget de près de 200 millions de francs et 300 fonctionnaires, son ministère s'étoffe à la suite du premier choc pétrolier.
Ses premières missions concernent la lutte contre la pollution sonore, le développement d’un réseau de contrôle de la qualité de l’air, l'extension des compétences des agences de l’eau, des contrats entre l’État avec les branches industrielles polluantes pour mettre en place des normes de lutte contre les nuisances (notamment avec la papeterie, cimenterie, l’industrie de surfaçage, BTP, cette dernière le menaçant indirectement).
Dans son livre, Le ministère de l’impossible, publié en 1975, Robert Poujade ne cache pas ses difficultés avec EDF à propos du développement de l'énergie nucléaire. Il écrit : « On serait surpris que je ne dise pas un mot de mes relations avec l'E.D.F. Elles ont été surtout marquées publiquement par un éclat de Paul Delouvrier, énervé par mes exigences, lors d’un colloque sur l'énergie. L’E.D.F., qui a un sens aigu des relations publiques, mais une moindre aptitude à la concertation, offre le visage de Janus. Une des deux faces est souriante et bien lavée. C’est le chauffage tout électrique, la recherche sur la voiture électrique, à laquelle je n’ai cessé de participer. L’autre, c’est un visage revêche et mal léché, celui des centrales polluantes et des lignes à haute tension autoritairement plantées aux plus mauvais endroits ».
Après son départ du gouvernement en février 1974, il qualifie dans un livre son ministère de « ministère de l'impossible »,.
Par la suite, il est président du Conservatoire du littoral (1976), président de la Commission nationale des Secteurs sauvegardés (1978), président de l'Association des Villes et Pays d'art et d'histoire, vice-président de la section française du Conseil international des monuments et des sites (Icomos) (1978).

### Maire de Dijon et responsabilités en Côte-d'Or
En 1962, il tente en vain de se faire élire à l’Assemblée nationale face au député sortant, le chanoine Kir (CNI). Il prend sa revanche sur ce dernier lors des élections générales de 1967, où il parvient à prendre le siège de la 1re circonscription de la Côte-d'Or. La même année, il est élu au conseil général de la Côte-d'Or (canton de Dijon-Ouest). À la suite du décès du chanoine Kir, il est élu au conseil municipal de Dijon le 26 mai 1968, et en devient le maire le 25 mars 1971. Le Président de la République Charles De Gaulle avait souhaité cette élection.

#### Protection de l'environnement
Dès le début de son mandat, Poujade accorde une place importante aux questions environnementales : dès 1971, il s’attelle à la protection du centre-ville et crée à Dijon le premier secteur sauvegardé de France déclaré comme tel. Les questions de pollutions s'imposent rapidement dans sa gestion de la ville, nécessitant la création d'une nouvelle usine de traitement des eaux usées et la construction d'une usine d’incinération des ordures ménagères. Il apporte un soin particulier au verdissement de la ville : plusieurs parcs urbains sont également créés : la combe à la Serpent est classée parc naturelle en 1974, les carrières Bacquin sont réhabilitées, la coulée verte reliant le lac Kir au centre ville est inaugurée en 1980, le Port du Canal est réaménagé en 1976 et les chemins de halage du canal de Bourgogne sont transformés en pistes cyclables. Dans ses premières années à la tête de la ville, Robert Poujade double le nombre d'agents municipaux dévolus aux espaces verts.
En réalité, cet engagement local pour la protection de l'environnement débute avant son élection de maire. Alors conseiller économique et social, il se bat ainsi dès 1967 pour la sauvegarde du canal de Bourgogne, que l'on souhaite alors recouvrir entre Pouilly-en-Auxois et Dijon pour y faire passer la future autoroute A38.

#### Modernisation
En parallèle, la ville se modernise : sous son mandat sont construits le Palais des sports, le Conservatoire régional de musique (1983) dans le cadre de la reconversion du quartier Clémenceau, dont la construction de l'Auditorium, inauguré en 1998 au cœur du nouveau quartier d'affaires que Poujade appelait de ses vœux, sera le point d'orgue et une des grandes réalisations de son mandat de maire. Au Nord de la ville, l'aménagement du quartier de Pouilly et la création du quartier, du parc et du centre commercial de la Toison d'Or modifie profondément l'entrée de l'agglomération et fait disparaître par la même occasion les bidonvilles d'après guerre.
La circulation automobile est réorganisée avec la construction de  rocade, inaugurée en 1984 mais aussi de la plupart des parkings en ouvrage du centre-ville : Grangier, Condorcet, Darcy...

### Retrait de la vie politique
Après 30 ans à la tête de la ville, Robert Poujade décide en 2000 de ne pas se représenter. Jean-François Bazin, ancien président du conseil régional de Bourgogne et pressenti pour lui succéder, échoue face à François Rebsamen au scrutin de 2001, faisant basculer la ville à gauche pour la première fois depuis l'entre-deux-guerres. En 2002, ne se représentant pas aux élections législatives, il se retire de la vie politique.
Robert Poujade meurt le 8 avril 2020 à Paris. La nouvelle est annoncée par sa famille le 14 avril, jour de son inhumation au cimetière communal de Têche (Isère).

## Détail des fonctions et mandats

### Au niveau local
- Conseiller municipal de Dijon de 1968 à 1971
- Maire de Dijon de 1971 à 2001
  - Candidat aux élections municipales de Dijon en 1959 et en 1965 sous la bannière UNR, c'est en 1968 qu'il est élu lors d'élections partielles. La liste gaulliste qu'il conduit en 1971 est élue au premier tour avec 50,78 % des voix. Il est réélu au premier tour en 1977 (52 %), en 1983 (68,31 %), en 1989 (58,80 %). En 1995, contraint au ballottage par des divisions à droite, il est réélu au second tour. Il ne se représente pas en 2001.
- Conseiller général de la Côte-d'Or de 1967 à 1988 (canton de Dijon-Ouest puis, à partir de 1973, de Dijon 6)
- Président du Conseil général de la Côte-d'Or de 1982 à 1988
- Conseiller régional de Bourgogne de 1970 à 1986

### À l'Assemblée nationale
- Député UDR puis RPR de la Côte-d'Or de 1967 à 1971, de 1978 à 1981 et de 1986 à 2002, il siège à la commission de la défense nationale et des forces armées de 1986 à 2002
  - Élu député pour la première fois en 1967, avec 56,70 % des voix, Robert Poujade prend sa revanche sur Félix Kir qui l'avait battu en 1962. Il est réélu en 1968 avec 50,70 % des voix au premier tour, puis en 1973 avec 53,36 % au second tour, et en 1978 avec 53,30 %. De 1971 à 1974, étant nommé au gouvernement, il laisse son siège à son suppléant René Blas. Ce dernier refuse de lui céder la place en 1974. Robert Poujade est réélu en 1978. En 1981, il est battu sur le fil (49,15 % des voix) par Roland Carraz lors de la vague rose consécutive à l'élection de François Mitterrand à la présidence de la République. Il retrouve son siège en 1986 lors des législatives proportionnelles, sa liste obtenant 52,95 % des voix devant celle du PS (33,04 %). Il est réélu au premier tour en 1988 dans la 1re circonscription de la Côte-d'Or avec 51,95 % des voix, puis en 1993 avec 50,72 % des voix. En 1997, il l'emporte au second tour avec 53,64 % des voix. Il ne se représente pas en 2002.

### Au gouvernement
- Ministre délégué auprès du Premier ministre, chargé de la Protection de la nature et de l’Environnement du 7 janvier 1971 au 1er mars 1974 (Gouvernements Jacques Chaban-Delmas et Pierre Messmer 1 et Pierre Messmer 2).

### Autres
- Membre du Conseil économique et social de 1964 à 1967
- Président du conseil d'administration de la Bibliothèque nationale de France (1978)
- Vice-président de l'Association des maires de France (1983)

## Ouvrages
- Le Ministère de l'impossible[13], Paris, éd. Calmann-Lévy, collection Questions d'actualité, 1975  (ISBN 2-7021-0052-X).
- Discours académiques (Allocutions prononcées en clôture des séances solennelles de l'Académie des sciences, arts et belles-lettres de Dijon, 1972-1995), Dijon, Académie des sciences, arts et belles-lettres de Dijon, 1995.
- Passage du siècle : les étapes d'une renaissance urbaine, Éd. de l'Armançon, 2007  (ISBN 2-84479-106-9).
- Avec de Gaulle et Pompidou (Mémoires), Éd. de l'Archipel, 2011  (ISBN 2-8098-0513-X).
- Retrouver Malraux : souvenirs et relecture, Éd. Pierre-Guillaume de Roux, 2011  (ISBN 978-2-36371-016-1).

## Distinctions
- Commandeur de la Légion d'honneur (1er janvier 2012)
  -  Officier de la Légion d'honneur (20 février 2004)
- Chevalier de l'ordre national du Mérite
- Officier de l'ordre des Palmes académiques (2004)[24]
- Commandeur de l'ordre des Arts et des Lettres
- Médaille de la jeunesse, des sports et de l'engagement associatif, or
- Commandeur de l'Ordre du mérite de la République italienne[25]

## Hommages
- L'auditorium de l'opéra de Dijon, une de ses principales réalisations en tant que maire, est rebaptisé Robert Poujade le 23 juin 2021[26].
- Une rue porte son nom dans la commune d'Étival-lès-le-Mans (Sarthe) depuis 2016 à la suite de la construction d'un éco-quartier[27]
- Une passerelle reliant l'Île du Ramier au Quartier de la Croix de Pierre à Toulouse est baptisée Robert Poujade. Elle sera inaugurée le 22 juin 2024[28],[29],[30]